# Leuconostocàcies
Els Leuconostocaceae són una família de bacteris gram-positius, col·locats dins de l'ordre dels Lactobacillales. Els gèneres representatius inclouen Leuconostoc, Oenococcus, Weissella.
Els bacteris d'aquests tres gèneres són grampositius, no formen espores, de forma arrodonida o allargada, anaerobis o aerotolerants. Usualment habiten ambients rics en nutrients com ara llet, carn, productes vegetals, begudes fermentades. L'àcid làctic és el principal producte final del metabolisme carbohidrat característic heterofermentatiu.
La filogènia de la família dels Leuconostocaceae va ser avaluada per Chelo et al., 2007.